# Celler del Sindicat de Vinicultors de Sarral
El Celler del Sindicat de Vinicultors de Sarral és un edifici del municipi de Sarral (Conca de Barberà) inclòs en l'Inventari del Patrimoni Arquitectònic de Catalunya.

## Descripció
L'obra inicial de Domènech i Roura és formada per una gran nau (subdividida en tres), d'estructura basilical, per a les tines i cups, més una altra nau perpendicular, adossada a la part posterior, per a sala de màquines i per a moll per rebre i premsar la verema. En una exedra adossada a la part dreta de la façana s'hi instal·là la bàscula, i sobre el nivell de la teulada, el dipòsit d'aigua, sobre tres peus fets de maó i amb teulada cònica.

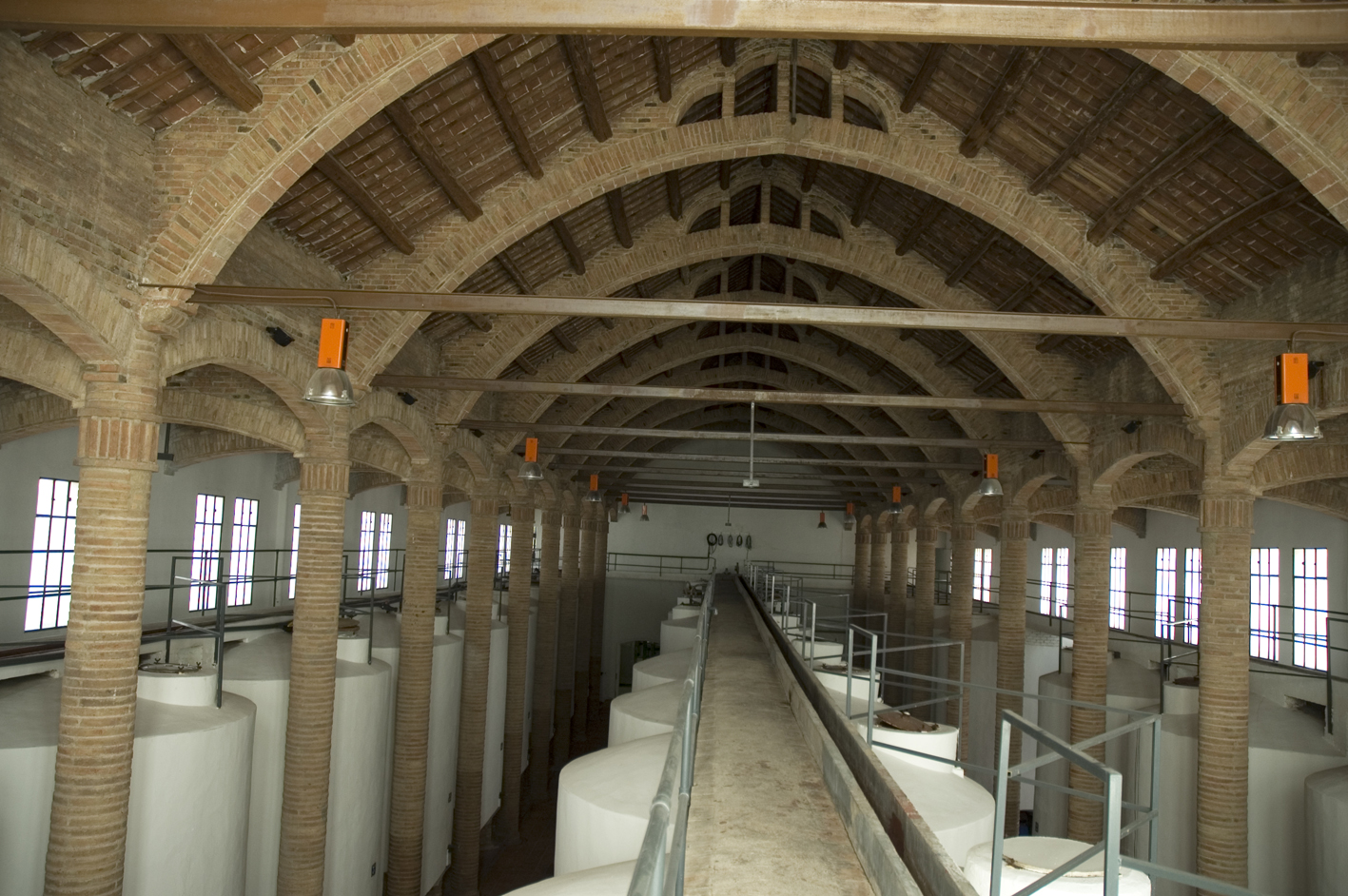
Interior de la nau central

A l'interior, un seguit d'arcs diafragma fets de maó suporten la teulada a dues vessant; la coberta és feta amb bigues, llates i cabirons. Aquests arcs diafragma així com els arcs formers que separen les naus recolzen sobre dues fileres de columnes fetes de maons i coronades per capitells fets també de maons.
A l'exterior les formes s'han simplificat. Els paraments són arrebossats sobre un sòcol de pedra, que conforma un primer nivell. Una imposta, d'obra vista, recorre tot l'edifici i separa el segon nivell, on s'obren les portes, del tercer, on hi ha un gran nombre de finestres, rectangulars verticals, únicament motllurades a la llinda. Una cornisa, també d'obra vista, corona les façanes.

## Història
Fruit de l'esperit de cooperativisme agrari, a finals del segle xix es va crear a Sarral la Societat de Treballadors Agrícoles del Poble de Sarral que, el 1907, aprofità els avantatges de la Llei de Sindicats de 1906 per canviar el nom de "Societat Agrícola" pel de "Sindicat Agrícola". El Sindicat l'any 1912 aixecà un celler segons el model del primer celler cooperatiu de Catalunya i Espanya, el Celler de la Societat de Barberà, anomenat popularment "Sindicat dels pobres". El Sindicat Agrícola de Sarral, també seria conegut popularment com a "Sindicat dels pobres".
Posteriorment, l'any 1913 a la població es va fundar un altre sindicat que es va anomenar Sindicat de Vinicultors de Sarral, que fou conegut popularment com el "Sindicat dels rics". El 1914, aquest nou Sindicat va construir el seu propi celler, segons projecte de l'arquitecte Pere Domènech i Roura que aleshores acabava l'obra del Celler Cooperatiu de l'Espluga de Francolí. Els contractistes foren els mestres de cases de Reus Enric Auqué, Oleguer Costa i Gregori Salvat. El 1930, però, Ricard Pagès (possiblement un mestre d'obres) va construir una nau similar, però separada de l'original per un pati d'accés. El 1950, Pere Domènech va projectar diverses dependències (de les quals sol es feu un molí de pinso) però fora del recinte del celler. Més endavant encara es construïren nous edificis.
L'any 1959 es van fusionar els dos sindicats amb el nom de Cooperativa Vinícola de Sarral.
L'any 1994, es restaurà.